# Задорожний Михайло Гнатович
Миха́йло Гна́тович Задоро́жний (нар. 1 серпня 1920 — 28 січня 2004) — радянський військовик часів Другої світової війни, командир мінометного дивізіону 139-го мінометного полку 5-ї артилерійської дивізії 4-го артилерійського корпусу прориву РГК, капітан. Герой Радянського Союзу (1946).

## Біографія
Народився 1 серпня 1920 року в селі Порфирівка Олександрійського повіту Кременчуцької губернії (нині — село Бокове Долинського району Кіровоградської області) в селянській родині. Українець. До 1930 року навчався у місцевій школі, потім — у школі селища Асканія-Нова Чаплинського району Херсонської області. З 1938 року — працівник Асканійського зернорадгоспу. У 1939 році навчався на шоферських курсах у місті Оріхів Запорізької області.
У серпні 1940 року добровільно вступає до лав РСЧА. У вересні 1941 року закінчив прискорений курс Краснодарського зенітного артилерійського училища. Член ВКП(б) з серпня 1941 року. Перебував у Сталінградському військовому окрузі, у грудні 1941 року закінчив Курси перепідготовки командирів мінометних батарей.
На фронтах німецько-радянської війни лейтенант М. Г. Задорожний з квітня 1942 року. Воював на Брянському, Центральному, 1-у Білоруському фронтах, спочатку заступником командира батареї, пізніше командиром батареї мінометного полку. З лютого 1943 по травень 1946 року — командир мінометного дивізіону 139-го мінометного полку. У липні i вересні 1944 року був поранений.
Особливо командир 2-го дивізіону капітан М. Г. Задорожний відзначився під час боїв за Берлін. 16 квітня 1945 року після артилерійської підготовки піхотинці 1-го батальйону 68-го гвардійського стрілецького полку 23-ї гвардійської стрілецької дивізії пішли у наступ, проте були зупинені й вимушені залягти через вогонь 75-мм гармати і 2-х станкових кулеметів ворога. Капітан Задорожний, що перебував у батальйоні, викликав вогонь дивізіону, внаслідок чого вогневі точки супротивника були знищені й піхота пішла вперед. 21 квітня у берлінському передмісті Рейнікендорф наступ бійців 2-го батальйону того ж полку стримували ворожа артилерія та кулеметники. Капітан Задорожний, перебуваючи на даху найвищого будинку, вміло скорегував вогонь мінометного дивізіону, внаслідок чого подавлено вогонь 4 протитенкових гармат, 3 кулеметів і розсіяно групи фаустпатронників. Передмістя Берліна було захоплене піхотинцями. 23 квітня з групою розвідників увірвався до передмістя Берліна Панков, вибив ворога з найвищого будинку в окрузі й встановив на його даху червоний прапор.
По закінченні війни продовжив військову службу. У 1949 році закінчив Вищу офіцерську артилерійську школу в Ленінграді. Працював у військових комісаріатах республік Середньої Азії, Казахстану. З травня 1972 року полковник М. Г. Задорожний — у відставці.
Мешкав у Дніпропетровську. З 25 лютого 1989 по 12 вересня 1991 року очолював Раду ветеранів Індустріального району міста. Помер 28 січня 2004 року. Похований на Лівобережному цвинтарі.

## Нагороди
Указом Президії Верховної Ради СРСР від 15 травня 1946 року за зразкове виконання бойових завдань командування на фронті боротьби з німецькими загарбниками та виявлені при цьому відвагу і героїзм, капітану Задорожному Михайлу Гнатовичу присвоєне звання Героя Радянського Союзу з врученням ордена Леніна і медалі «Золота Зірка» (№ 6797).
Був нагороджений українським орденом Богдана Хмельницького 3-го ступеня (14.10.1999), радянськими двома орденами Леніна (24.03.1945, 15.05.1946), орденом Червоного Прапора (14.11.1943), двома орденами Вітчизняної війни 1-го ступеня (15.09.1944, 11.03.1985), двома орденами Червоної Зірки і медалями.